# Idioma ndrangith
El ndrangith es una lengua australiana alguna vez hablada en la Península de York del Cabo de Queensland.  Esta actualmente indocumentada de forma absoluta, incluso sin ninguna lista de palabras para que quedara a la posteridad.
Sutton (2001) dice que es distinto del los que pareciesen ser el mismo: el Ndra'ngith y el Ndwa'ngith.